# Gottlieb Benjamin Engler
Gottlieb Benjamin Engler (Breslau, 1734-1793) fou un constructor d'orgues alemany.
Se li deu la construcció de diversos orgues de grans dimensions, entre ells el de Friburg. Fou tingut per un dels millors organers del seu temps. Era fill de Michael i pare de Johann ambdós també constructors d'orgues.